# Ватлин, Сергей Александрович
Сергей Александрович Ватлин (род. 1990) — российский биатлонист, призёр чемпионата России. Мастер спорта России (2011).

## Биография
Представлял Республику Удмуртия и РСДЮШОР г. Ижевска, тренер — Н. Г. Хазеев. Становился призёром первенств России в младших возрастах, в том числе в 2010 году — чемпион России среди юниоров по летнему биатлону в эстафете в составе сборной Удмуртии.
На взрослом уровне в 2012 году стал бронзовым призёром чемпионата России в командной гонке в составе сборной Удмуртии.
Завершил спортивную карьеру в начале 2010-х годов.